# 尾塹
尾塹，是台灣宜蘭縣三星鄉的一個傳統地域名稱，位於該鄉東北部。相較於今日行政區，其範圍大致與尾塹村相近。

## 歷史
台灣清治末期，尾塹地區為一街庄，稱為「尾塹庄」，隸屬於清水溝堡。該庄昔日北隔濁水溪（今名蘭陽溪）與溪洲庄為界，東隔濁水溪支流（今名羅東溪）與二結庄、歪仔歪庄為界，南邊為廣興庄，西邊為大洲庄。
1901年（日治明治三十四年）11月，廢縣廳改設二十廳，該庄隸屬於宜蘭廳，編入第十區。1905年（明治三十八年）7月，第十區改名「清水溝區」。1909年（明治四十二年）10月，合併二十廳為十二廳，該庄仍隸屬於宜蘭廳。1920年（大正九年），廢十二廳改設五州二廳，該庄改制為「尾塹」大字，隸屬於臺北州羅東郡三星庄，大字下有「尾塹」、「清洲」小字名。
戰後三星庄改制為三星鄉，隸屬於臺北縣，大字改制為村。1950年10月，北、基、宜分治，三星鄉改隸屬於宜蘭縣。

## 聚落
本地區發展較早的聚落有尾塹、清洲等，在日治期初期的官方地圖上已有記載。

## 交通
縣道196號（上將路一段）是三星至五結鄉下清水的道路，大致以西南西－東北東走向蜿蜒經過尾塹地區。由該道路向西南西可前往大洲、阿里史與紅柴林交界地帶、三星市區並止於省道台7丙線路口，向東北東轉南南東可前往歪子歪、竹林、頂五結、中一結、中二結、四百名、一百甲並止於五結防潮閘門西北側。